# Harry Potter voor Kinect
Harry Potter voor Kinect is een computerspel ontwikkeld door Eurocom en gepubliceerd door Warner Bros. Interactive Entertainment voor de Xbox 360. Het spel wijkt af van de Harry Potter-spellen die afkomstig zijn van Electronic Arts omdat dit spel niet volledig gebaseerd is op een Harry Potter-film. Dit deel bevat geen volwaardig verhaal, maar in plaats daarvan een verzameling gebeurtenissen uit alle acht films van Harry Potter.

## Gameplay
Harry Potter voor Kinect bevat content gebaseerd op alle acht titels van de Harry Potter-reeks. Zo begint het spel bij het punt dat de speler gesorteerd wordt in een van de vier afdelingen op Zweinstein, en eindigt het met een gevecht met Voldemort in de Slag om Zweinstein.
Het voor dit spel verplichte Kinect-accessoire stelt spelers in staat spreuken uit te voeren door middel van fysieke gebaren en het hardop roepen van de namen van de spreuken. Tevens kunnen spelers door middel van de camera van de Kinect hun gezicht scannen, waardoor ze hun eigen unieke tovenaar in het spel kunnen besturen.

## Ontvangst
Harry Potter voor Kinect ontving wisselende kritieken. Het spel heeft een score van 54/100 op review-aggregatiesite Metacritic.
De voornaamste kritieken gaan over het gebrek aan een volwaardig verhaal, gezien het spel in essentie een verzameling minispellen is gebaseerd op segmenten van de Harry Potter-films. Jelle Baartmans van XGN noemde het spel echter "een mooi geselecteerde samenvatting van Harry’s Zweinstein-carrière, en nog eens interactief ook.” Als kritiek had hij dat "gezichten in de game geen emoties [kennen]", wat volgens hem de sfeer geen goed doet. Baartmans beoordeelde  Harry Potter voor Kinect met een 7.5.
Eefje Schietgat gaf voor Gamersnet het spel een score van 7. Ze stelde in haar recensie dat de game vooral geschikt is voor jongere spelers. Voor deze bewering gaf Schietgat het argument dat Harry Potter "voor de oudere fans net iets te fragmentarisch en te kort [is] om het niveau van een goede collectie minigames te overstijgen.